# Chhagalnaiya
Chhagalnaiya è un sottodistretto (upazila) del Bangladesh situato nel distretto di Feni, divisione di Chittagong. Si estende su una superficie di 133,49 km² e conta una popolazione di 154.116 abitanti (dato censimento 1991).